# Charlotte Bilbault

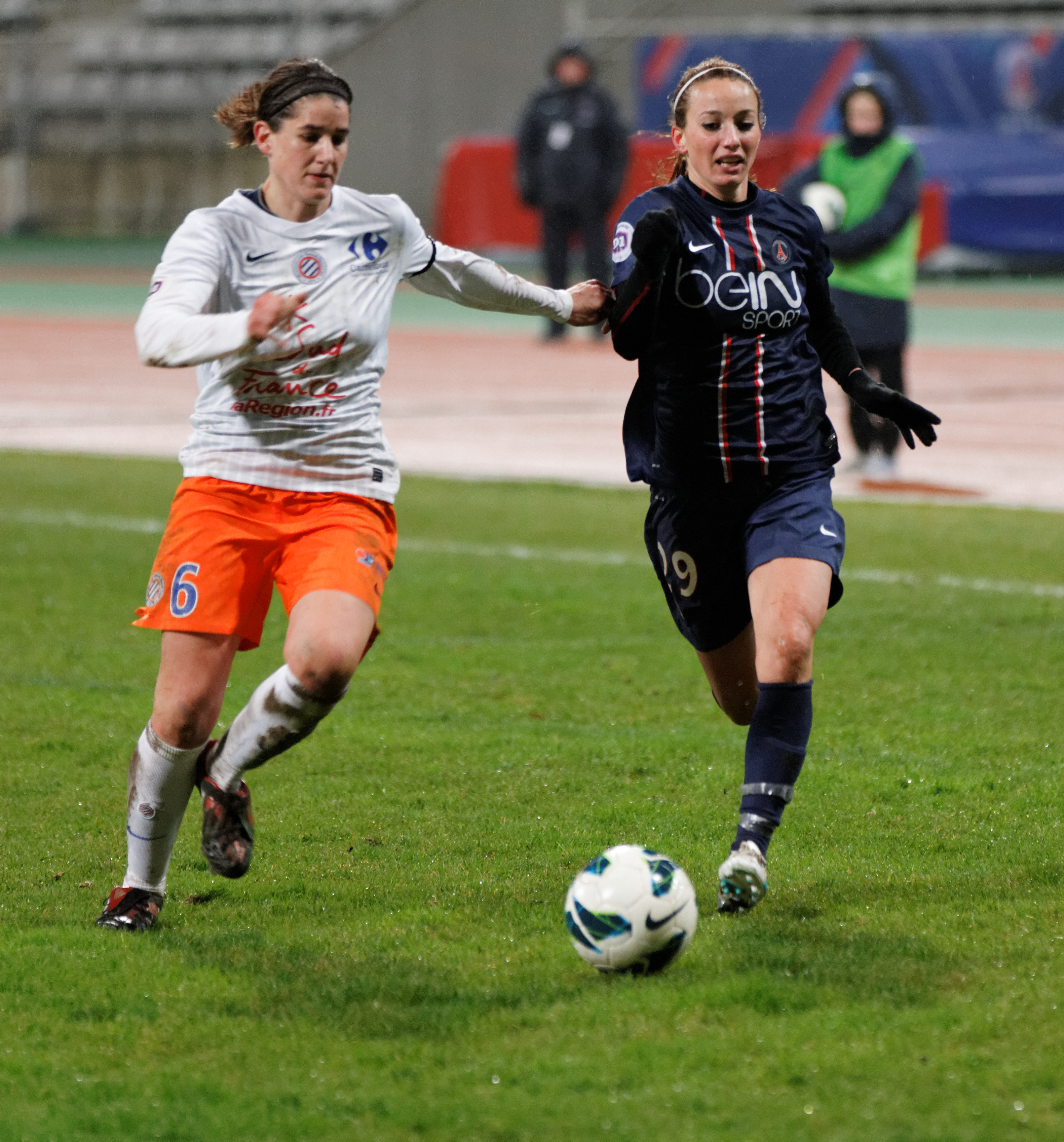
Charlotte Bilbault (links), im Januar 2013

Charlotte Bilbault (* 5. Juni 1990 in Saint-Doulchard) ist eine französische Fußballspielerin. Die bevorzugt im defensiven Mittelfeld, aber auch in der Innenverteidigung eingesetzte Spielerin steht seit dem Frühjahr 2025 beim Montréal Roses FC in der neu geschaffenen rein kanadischen Profi-Frauenliga Super Ligue du Nord unter Vertrag.

## Vereinskarriere
Seit frühester Kindheit bis zu ihrem 15. Geburtstag spielte Charlotte Bilbault beim CS Vignoux-sur-Barangeon und Églantine Vierzon Football, zwei kleinen Amateurklubs aus ihrer zentralfranzösischen Heimatregion; dann wechselte sie zum FCL Saint-Christophe Châteauroux. Dort wurde sie in der Saison 2005/06 erstmals in der französischen Jahrgangsauswahlelf berücksichtigt (siehe den Abschnitt weiter unten) und anschließend auch in das nationale Leistungszentrum aufgenommen. Für dessen Erstligateam CNFE Clairefontaine bestritt sie 2006/07, also mit 16, bereits 16 Punktspiele. Ab 2007 folgten zunächst zwei Jahre bei der ASJ Soyaux, dann eins für den FCF Nord Allier Yzeure und vier bei einem der Spitzenvereine der Liga, dem HSC Montpellier. Als der Verein 2014 ihren Vertrag nicht mehr verlängerte, kehrte Bilbault zu Soyaux zurück und schloss sich zwölf Monate darauf dem Juvisy FCF an, dessen Frauenteam zwei Jahre im Paris FC aufging. 2019 veränderte sie sich erneut und unterschrieb einen Vertrag bei Girondins Bordeaux.
Bis zu diesem Klubwechsel hat sie 150 Punktspiele in der Division 1 Féminine bestritten, 90 % davon in der Anfangsformation, und zehn Tore erzielt. 2022 kehrte sie zum Montpellier HSC zurück. Titel konnte sie mit ihren Frauschaften bisher noch nicht gewinnen – die beste Platzierung im Abschlussklassement waren dritte Plätze mit Montpellier (2011 und 2012) sowie Bordeaux (2020). Mit dem MHSC stand sie auch zweimal im Landespokalendspiel, wobei sie 2011 im entscheidenden Elfmeterschießen ihren Versuch an die Querlatte setzte und ein Jahr darauf lediglich zu einem Kurzeinsatz kam. EInen Titel weist ihr Palmarès bisher bei keinem Verein auf.
Im März 2021 musste sie sich einer Meniskusoperation unterziehen. 2022 kehrte sie zu Montpellier zurück.

### Stationen
- CS Vignoux-sur-Barangeon (1996–2004, Jugend)
- Églantine Vierzon Football (2004/05, Jugend)
- FC Laïc Saint-Christophe Châteauroux (2005/06, Jugend)
- CNFE Clairefontaine (2006/07)
- ASJ Soyaux (2007–2009)
- FCF Nord Allier Yzeure (2009/10)
- Montpellier HSC (2010–2014)
- ASJ Soyaux (2014/15)
- Juvisy FCF (2015–2017)
- Paris FC (2017–2019)
- Girondins Bordeaux (2019–2022)
- Montpellier HSC (2022–2024)
- Montréal Roses FC (seit 2025)

## Nationalspielerin
Charlotte Bilbault hat die nationalen Jugendauswahlmannschaften durchlaufen und bestritt bis 2007 ein Dutzend Partien in der U-17, von 2007 bis 2010 22 Begegnungen für die U-19 sowie von 2008 bis 2011 elf Spiele mit der französischen U-20. Dabei hat sie auch an mehreren Kontinentalturnieren teilgenommen, so den U-19-Europameisterschaften 2007 und 2009 sowie den U-20-Weltmeisterschaften 2008 beziehungsweise 2010. 2008 belegten die Französinnen einen vierten Rang, und auch 2007 und 2009 kamen sie über das EM-Halbfinale nicht hinaus.
Es dauerte dann annähernd vier Jahre, ehe Charlotte Bilbault anlässlich des Istrien-Cups in Frankreichs B-Nationalmannschaft berufen wurde, für die sie im März und April 2015 fünf Spiele (sämtlich über volle 90 Minuten) absolvierte, wobei sie gegen Bosnien-Herzegowina auch ihr bisher einziges Tor im blauen Dress erzielte (per Strafstoß). Ihre dortigen Auftritte überzeugten Nationaltrainer Philippe Bergeroo so weit, dass er sie, durchaus zur Überraschung der Frauenfußball-Fachmedien, als eine von sieben Reservistinnen für den französischen Kader zur Frauen-WM in Kanada nominierte. Im Vorfeld dieses Turniers hatte Bergeroo Bilbault auch zu ihrem ersten Einsatz in der A-Elf verholfen, indem er sie Ende Mai 2015 beim Testspiel gegen Russland einwechselte. Im weiteren Verlauf der Saison nach dieser WM setzte der Trainer sie in weiteren fünf Spielen ein.
Bergeroos Nachfolger Olivier Echouafni berief die Spielerin gleichfalls wiederholt in seine Aufgebote. Anfang März 2017 allerdings nahm er sie nicht zum SheBelieves Cup in die USA mit; stattdessen fuhr sie mit der B-Auswahl zum Istrien-Cup nach Kroatien, war dort Spielführerin und bestritt alle vier französischen Begegnungen. Erst unter Trainerin Corinne Diacre kam Charlotte Bilbault ab Frühjahr 2018 – und somit nach über zwei Jahren Abwesenheit – wieder zu Länderspieleinsätzen und wurde auch in den französischen 23er-Kader zur WM 2019 im eigenen Land berufen. Seit dem Karriereende von Élise Bussaglia ist sie die unbestrittene Nummer eins im defensiven Mittelfeld der Bleues; Diacre schätzt insbesondere Bilbaults Spielintelligenz. Deshalb zählt die Spielerin auch für die Europameisterschaft 2022 zum Aufgebot der Französinnen.
Mittlerweile hat sie 49 A-Länderspiele bestritten, in denen ihr auch ein Treffer gelang. (Stand: 23. Juli 2022)